# Oxybenzone
L'oxybenzone (C14H12O3) est un composé chimique organique se présentant comme un solide blanc très soluble dans la plupart des solvants organiques et classé parmi les kétones aromatiques (aussi dénommées benzophénones). Il est utilisé comme filtre ultraviolet dans les crèmes solaires. De nombreuses études ont montré qu'il pouvait provoquer des allergies. À la suite de ces études, les autorités sanitaires ont conseillé de ne pas l'appliquer à des enfants. Chez l'adulte, sa concentration est limitée en Europe à 6 % dans les crèmes solaires, afin de respecter un facteur 100 dans la marge de sécurité. Des études récentes le considèrent comme écotoxique (De plus en plus utilisé, notamment dans les crèmes solaires, il est en 2015 présent en forte concentration dans les eaux d'Hawaï où il constitue une menace pour les récifs coralliens).

## Dénominations
Il est mis sur le marché sous plusieurs noms commerciaux, dont Milestab 9, Eusolex 4360, Escalol 567, KAHSCREEN BZ-3

## Sécurité sanitaire et environnementale, et controverses
L’oxybenzone est suspecté d’être un perturbateur endocrinien.
Associée à l'hydroxypropyl-β-cyclodextrine, cette molécule est également soluble dans l'eau.
En 2008, l’ONG américaine Environmental Working Group (EWG) a estimé que cette molécule est écotoxique (nuisible pour l’environnement). La même ONG a signalé des préoccupations similaires concernant des produits contenant des molécules proches (avobenzone, octisalate, octocrylène, homosalate et octinoxate). Selon des recherches du Centers for Disease Control and Prevention (CDC), le corps de 97 % des Américains était contaminé par cette molécule en 2003.
En raison du développement des crèmes ou spray écrans solaires sans PABA, et parce qu'il est devenu l'un des 3 trois filtres UV les plus courants, l'oxybenzone est dans les années 2000 l'allergène le plus commun trouvé dans les crèmes solaires,,,.

### Étudesin vivo
Parmi d’autres composants communs des produits cosmétiques de protection solaire, l’oxybenzone a été associé à des réactions allergiques impliquant une photosensiblisation,,,. Lors d’une étude ayant porté sur 82 patients victimes de photodermatites plus d’un quart présentaient une réaction photoallergique à l’oxybenzone.
Cette molécule, dont la toxicité est faible voire nulle pour l'être humain, est liposoluble. Elle traverse la peau humaine et circule dans l'organisme humain : une étude publiée en 2008 et ayant porté sur des sujets âgés de 6 ans et plus, a montré que de l'oxybenzone était dans cet échantillon de la population détecté dans l'urine de 96,8 % des sujets.
L'étude des excrétions urinaires montre que la peau humaine peut absorber de 0,4 % à 8,7 % de l'oxybenzone appliqué en topique, voire plus, et que cette quantité peut augmenter si le nombre d’applications est augmenté sur la même période de temps.

## Devenir dans l’organisme humain (métabolisation)
Après avoir été appliqué par voie topique, ce composé de filtres UV est absorbé par la peau, métabolisé et/ou excrété (principalement dans l'urine).
Selon une étude basée sur une administration orale et cutanée d'oxybenzone à des rats de laboratoire puis sur des analyses de sang, d'urine, des matières fécales, et d'échantillons de tissus, ce produit est transformé dans le corps en trois métabolites,, :
1. la 2,4-dihydroxybenzophénone (ou DHB) via une o-désalkylation du groupe fonctionnel méthoxy ;
2. la 2,2-dihydroxy-4-méthoxybenzophénone (ou DHMB) par hydroxylation ;
3. la 2,3,4-trihydroxybenzophénone (ou THB) par hydroxylation.

Une autre étude (2004) a cherché à mesurer le taux d'oxybenzone et de ses métabolites retrouvés dans l'urine après une application topique sur des sujets humains volontaires. Les résultats ont montré que jusqu'à 1 % de la dose appliquée était retrouvés dans les urines ; le principal métabolite était le DHB alors qu'une très petite quantité de THB était présente

D'après le test d'Ames effectué sur des souches de Salmonella typhimurium le DHB est non-mutagène

## Effets sur les coraux
La dispersion dans l'environnement de benzophénone et de 3 autres ingrédients actifs de crèmes solaires a été reliée aux phénomènes de blanchissement des coraux et de mortalité massive du corail,,.
Une étude récente (2015) publié par la revue Archives of environmental contamination and toxicology a conclu à un lien de causalité directe entre l'utilisation de crèmes solaires par les touristes et la santé déclinante des coraux des mêmes régions.